# Traje pressurizado
Um traje pressurizado é uma vestimenta usada por pilotos que realizam voos em altitudes tão elevadas que mesmo que respirassem oxigênio puro, a pressão atmosférica circundante não permitiria que seus organismos funcionassem (ver hipoxia).
Um tipo de traje pressurizado é o traje espacial, o qual é projetado para funcionar em completo vácuo.
Trajes pressurizados também são usados para fornecer cargas mecânicas simulando gravidade em longas viagens em microgravidade, tal como a bordo de estações espaciais.
O traje profilático Penguin tem sido utilizado desde 1978 pelos cosmonautas soviéticos e agora, russos.